# Mohammed Taoud
Mohammed Taoud (arabe : محمد الطود, également orthographié Mohamed Toud ou Muhammad Al-Tûd) est un chef d'orchestre marocain et maître de la musique arabo-andalouse.
Né en 1928 à Ksar El Kébir et mort le 7 novembre 2007 à Salé au Maroc, Mohammed Taoud, également appelé Haj Mohamed Toud, est l’époux de la chanteuse marocaine Alia Al Moujahid.

## Biographie
Mohammed Taoud naît en 1928 à Ksar El Kébir. Aîné d’une famille de sept enfants, il apprend l’intégralité du Coran ainsi que le tajwid auprès de son père et hâfiz Abdelsalam Taoud.
Il quitte sa ville natale et intègre la Zaouia Harrakiya de Tétouan où il apprend l’art du Samā‘. En 1951, il part pour Rabat et intègre la Radio nationale marocaine en tant que déclamateur du Saint Coran, où il assure une récitation quotidienne de quinze minutes par jour. Au fil des rencontres, Mohammed Taoud se dirige vers la musique andalouse. Il devient percussionniste, puis chanteur soliste (mounchid) au sein de l’orchestre national de musique andalouse de la Radio Télévision Marocaine dirigé alors par le maitre Birkou. À la mort de ce dernier, la direction de l’orchestre passe aux mains du maitre Moulay Ahmed Loukili. Mohammed Taoud évolue dans cet orchestre connu également par la suite sous le nom d’orchestre Moulay Ahmed Loukili de Rabat. C’est au sein de cette formation qu’il rencontre en 1958 son épouse et mère de ses quatre enfants, la chanteuse Alia Al Moujahid.
Mohammed Taoud entame une formation de musicien au sein de l’Institut National de Musique et de Danse, apprend le oud et perfectionne son art auprès de grands noms de la musique comme Loukili, Mohammed Al Jaidi et Mohammed Al Sbi, maître en San’a et Twachi. En 1977, il achève sa formation avec la plus grande distinction.
En 1988, Loukili décède et Mohammed Taoud lui succède en tant que chef de l’orchestre national de musique andalouse de la Radio Télévision Marocaine,.
Durant les années 1980, il est également professeur de musique andalouse au sein de l’Institut Moulay Rachid de Rabat.
Mohammed Taoud se retire du circuit artistique en 1998. Il est décédé, le 7 novembre 2007 à Salé, à l’âge de 79 ans.

## Style et contribution
Mohammed Taoud se distingue très tôt par sa voix de baryton, son élocution et son talent inné pour la musique qui lui permettent de s’imposer naturellement comme chef d’orchestre. Son instrument de prédilection est le oud, dont il maîtrise les sonorités afin de servir l’art du Tarab al Ala ou Tarab al Andaloussi. Mohammed Taoud est connu pour sa très grande connaissance du répertoire andalou et sa passion pour le genre religieux du Madih Nabawi qu’il intègre à ses œuvres.   
L’artiste contribue à l’enrichissement et à la transmission de l’art andalou tout au long de sa carrière. Il travaille ainsi à l’élaboration de modèles pour la performance du mawwāl en accord avec les codes de la tradition musicale andalouse.Entre mai 1989 et février 1992, il participe à l’enregistrement du répertoire intégral de la musique classique arabo-andalouse appelé « Anthologie Al-Âla : Musique Andaluci-Marocaine ». Ce projet de grande ampleur est réalisé par le ministère de la culture du Royaume du Maroc et en coopération avec la Maison des cultures du monde de Paris,. L’enregistrement de l’anthologie vise à protéger le patrimoine musical marocain en rassemblant les plus grands noms de la musique andalouse,,.  Le projet prend alors la forme d’une anthologie composée de 11 suites de nawba, enregistrées par les cinq orchestres andalous les plus importants du royaume chérifien. Mohammed Taoud dirige son orchestre dans l’enregistrement des deux suites « Al-Âla: Nûba Al-‘Ushshâq », et « Al-Âla: Nûba Rasdal-Dhil ».
En 1992, l’artiste reçoit des mains de Sa Majesté Mohammed VI le takrim, ou hommage royal, pour sa contribution au patrimoine musical marocain.